# Vanessa Redgrave
Vanessa Redgrave CBE (n. 30 ianuarie 1937, Greater London, Anglia, Regatul Unit) este o actriță britanică de teatru și film.

## Date biografice
Provine dintr-o dinastie de actori, chiar și străbunicul ei a fost actor. Tradiție urmată de părinții ei Michael Redgrave și Rachel Kempson ca și de frații ei Lynn Redgrave și Corin Redgrave. După promovarea școlii de balet, Vanessa a studiat până în 1958 dramaturgia la "Central School of Speech and Drama". În același an debutează în teatru și film alături de tatăl ei. Printre succesele actriței talentate se numără acordarea unor distincții precum Premiul Oscar pentru cea mai bună actriță în rol secundar, Premiul Globul de Aur pentru cea mai bună actriță (dramă), Premiul Globul de Aur pentru cea mai bună actriță în rol secundar (tv), ca și alegerea ei ca membră în ansamblul renumit de teatru "Royal Shakespeare Company".
Din viața ei privată, între anii 1962 - 1967, Vanessa a fost căsătorită cu regizorul Tony Richardson cu care a avut 2 fiice, Natasha Richardson (1963–2009) și Joely Richardson (* 1965). După divorț a avut o serie de legături, pentru ca să se căsătorească în 2006 cu Franco Nero cu care are un fiu. Vanessa Redgrave este o adversară convinsă a producerii de arme nucleare, dar și o militantă pentru drepturile omului.

## Filmografie

### Film
| An   | Titlu                                          | Rol                             | Note                                                            |
| ---- | ---------------------------------------------- | ------------------------------- | --------------------------------------------------------------- |
| 1958 | Behind the Mask                                | Pamela Gray                     |                                                                 |
| 1966 | Morgan: A Suitable Case for Treatment          | Leonie Delt                     |                                                                 |
| 1966 | Un om pentru eternitate (film din 1966)        | Anne Boleyn                     |                                                                 |
| 1966 | Blowup                                         | Jane                            |                                                                 |
| 1967 | Camelot                                        | Guinevere                       |                                                                 |
| 1967 | The Sailor from Gibraltar                      | Sheila                          |                                                                 |
| 1968 | The Charge of the Light Brigade                | Mrs. Clarissa Morris            |                                                                 |
| 1968 | A Quiet Place in the Country                   | Flavia                          |                                                                 |
| 1968 | Isadora                                        | Isadora Duncan                  |                                                                 |
| 1968 | The Sea Gull                                   | Nina                            |                                                                 |
| 1969 | Oh! What a Lovely War                          | Sylvia Pankhurst                |                                                                 |
| 1970 | Dropout                                        | Mary                            |                                                                 |
| 1970 | A Mother with Two Children Expecting Her Third |                                 | scurt-metraj; suedeză En mor med två barn väntandes sitt tredje |
| 1971 | Mary, Queen of Scots                           | Maria Stuart                    |                                                                 |
| 1971 | The Devils                                     | Sora Jeanne                     |                                                                 |
| 1971 | Vacation                                       | Immacolata Meneghelli           | italiană La vacanza                                             |
| 1971 | The Trojan Women                               | Andromache                      |                                                                 |
| 1974 | Murder on the Orient Express                   | Mary Debenham                   |                                                                 |
| 1975 | Out of Season                                  | Ann                             |                                                                 |
| 1976 | The Seven-Per-Cent Solution                    | Lola Deveraux                   |                                                                 |
| 1977 | Julia                                          | Julia                           |                                                                 |
| 1979 | Agatha                                         | Agatha Christie                 |                                                                 |
| 1979 | Yanks                                          | Helen                           |                                                                 |
| 1979 | Bear Island                                    | Heddi Lindguist                 |                                                                 |
| 1980 | Playing for Time                               | Fania Fenelon                   |                                                                 |
| 1983 | Sing Sing                                      | Queen                           |                                                                 |
| 1984 | The Bostonians                                 | Olive Chancellor                |                                                                 |
| 1985 | Wetherby                                       | Jean Travers                    |                                                                 |
| 1985 | Steaming                                       | Nancy                           |                                                                 |
| 1986 | Comrades                                       | Mrs. Carlyle                    |                                                                 |
| 1986 | Peter the Great                                | Sophia                          | miniserie                                                       |
| 1986 | Second Serve                                   | Richard Radley / Renee Richards | film TV                                                         |
| 1987 | Prick Up Your Ears                             | Peggy Ramsay                    |                                                                 |
| 1988 | Consuming Passions                             | Mrs. Garza                      |                                                                 |
| 1988 | A Man for All Seasons                          | Lady Alice More                 |                                                                 |
| 1990 | Romeo.Juliet                                   | Mother Capulet                  |                                                                 |
| 1990 | Breath of Life                                 | Sister Crucifix                 | italiană Diceria dell'untore                                    |
| 1990 | Pokhorony Stalina                              | English journalist              |                                                                 |
| 1991 | The Ballad of the Sad Cafe                     | Miss Amelia                     |                                                                 |
| 1991 | Young Catherine                                | Empress Elizabeth               | TV film                                                         |
| 1992 | Howards End                                    | Ruth Wilcox                     |                                                                 |
| 1993 | A Wall of Silence                              | Kate Benson                     | spaniolă Un Muro de Silencio                                    |
| 1993 | The House of the Spirits                       | Nivea del Valle                 |                                                                 |
| 1993 | Sparrow                                        | Sister Agata                    | italiană Storia di una capinera                                 |
| 1993 | Great Moments in Aviation                      | Dr. Angela Bead                 |                                                                 |
| 1993 | They                                           | Florence Latimer                |                                                                 |
| 1994 | Mother's Boys                                  | Lydia Madigan                   |                                                                 |
| 1994 | Little Odessa                                  | Irina Shapira                   |                                                                 |
| 1995 | A Month by the Lake                            | Miss Bentley                    |                                                                 |
| 1996 | Mission: Impossible                            | Max                             |                                                                 |
| 1997 | Smilla's Sense of Snow                         | Elsa Lubing                     |                                                                 |
| 1997 | Wilde                                          | Lady Speranza Wilde             |                                                                 |
| 1997 | Mrs. Dalloway                                  | Mrs. Clarissa Dalloway          |                                                                 |
| 1997 | Déjà Vu                                        | Skelly                          |                                                                 |
| 1997 | Bella Mafia                                    | Graziella Luciano               |                                                                 |
| 1998 | Deep Impact                                    | Robin Lerner                    |                                                                 |
| 1998 | Lulu on the Bridge                             | Catherine Moore                 |                                                                 |
| 1999 | Cradle Will Rock                               | Countess Constance LaGrange     |                                                                 |
| 1999 | Uninvited                                      | Mrs. Ruttenburn                 |                                                                 |
| 1999 | Girl, Interrupted                              | Dr. Sonia Wick                  |                                                                 |
| 2000 | If These Walls Could Talk 2                    | Edith Tress                     | Segment "1961"                                                  |
| 2000 | Mirka                                          | Kalsan                          |                                                                 |
| 2000 | A Rumor of Angels                              | Maddy Bennett                   |                                                                 |
| 2001 | The Pledge                                     | Annalise Hansen                 |                                                                 |
| 2001 | Jack and the Beanstalk: The Real Story         | Countess Wilhelmina/Narrator    |                                                                 |
| 2002 | Crime and Punishment                           | Rodian's Mother                 |                                                                 |
| 2002 | Searching for Debra Winger                     | Herself                         | Documentar                                                      |
| 2003 | Good Boy!                                      | The Greater Dane                | Dublaj                                                          |
| 2004 | The Fever                                      | Woman                           | De asemenea producătoare executivă                              |
| 2005 | The Keeper: The Legend of Omar Khayyam         | The Heiress                     |                                                                 |
| 2005 | Short Order                                    | Marianne                        |                                                                 |
| 2005 | The White Countess                             | Vera Belinskya                  |                                                                 |
| 2006 | The Thief Lord                                 | Sister Antonia                  |                                                                 |
| 2006 | Venus                                          | Valerie                         |                                                                 |
| 2007 | The Riddle                                     | Roberta Elliot                  |                                                                 |
| 2007 | How About You                                  | Georgia Platts                  |                                                                 |
| 2007 | Evening                                        | Ann Lord                        |                                                                 |
| 2007 | Atonement                                      | Older Briony Tallis             |                                                                 |
| 2008 | Restraint                                      | Sky News Reader                 |                                                                 |
| 2008 | Gud, lukt och henne                            |                                 |                                                                 |
| 2009 | Eva                                            | Eva                             |                                                                 |
| 2010 | Letters to Juliet                              | Claire Smith-Wyman              |                                                                 |
| 2010 | The Whistleblower                              | Madeleine Rees                  |                                                                 |
| 2010 | Miral                                          | Bertha Spafford                 |                                                                 |
| 2010 | Animals United                                 | Winnie                          | Voce (varianta în engleză)                                      |
| 2011 | Coriolanus                                     | Volumnia                        |                                                                 |
| 2011 | Cars 2                                         | Mama Topolino/Queen             | Voce                                                            |
| 2011 | Anonymous                                      | Regina Elisabeta I              |                                                                 |
| 2012 | Song for Marion                                | Marion                          |                                                                 |
| 2012 | The Last Will and Testament of Rosalind Leigh  | Rosalind Leigh                  |                                                                 |
| 2013 | The Butler                                     | Annabeth Westfall               |                                                                 |
| 2014 | Foxcatcher                                     | Jean du Pont                    |                                                                 |
| 2016 | The Secret Scripture                           | Old Roseanne McNulty            |                                                                 |
| 2017 | Film Stars Don't Die in Liverpool              | Jeanne McDougall                |                                                                 |

## Activism civic/politic
În iunie 2006, i-a fost acordat un premiu pentru întreaga carieră în cadrul Festivalului Internațional de Film Transilvania. Ea a dedicat premiul unei organizații care militează împotriva proiectului minier de la Roșia Montană, exprimându-și opoziția fermă față de acest proiect.